# Мейгог
Ме́йгог (англ. Magog, французское произношение Маго́г) — небольшой город в нижнем течении реки Мейгог и Лососёвой реки в округе Мемфремагог, в провинции Квебек (Канада).
Население — 26 000 жителей на 2014 год (приблизительно).

## Географическое положение
Город расположен в историко-культурном регионе Квебека — Восточные Кантоны, область Эстри, на берегу Оз. Мемфремагог, от которого и получил своё название. На алгонкинском языке, мау-гог означает «пресная вода», а Мемфре́ — легендарное существо индейской мифологии, дух рек, якобы обитающий в водах этого озера. Сегодня на данной легенде основана большая часть туризма в городе, включая знаменитый гостинный двор «Lady of the Lake» («Дама из Озера», проще — русалка), основанный в 1990 году, а также ночное летнее развлекательное круиз-шоу по озеру в места, где по словам очевидцев прячется Мемфре.
Магог является районным центром одноимённого «регионального графства» (округа) Мемфремагог, а также третьим по величине населения городом в области Эстри, после городов Шербрук (ок. 200 000 жит.) и Уиндзор (ок. 70 000 жит.).

## Население и язык
В современном населении города представлены франкоканадцы (а точнее — квебекцы) и англоканадцы. В разговорном обиходе используются как французский, так и английский языки. Для около 60 % населения родной язык французский, для около 40 % — английский.

## Экономика
Несколько десятилетий экономика города базировалась исключительно на текстильной промышленности. И хотя главное фабричное производство сохранилось, Мейгог превратился в город-курорт, ориентированный на туристический поток из крупных городов Канады и США.